# Ryōichi
Ryōichi (jap. りょういち, リョウイチ) – męskie imię japońskie.

## Możliwa pisownia
Ryōichi można zapisać używając wielu różnych znaków kanji i może znaczyć m.in.:
- 良一, „dobry, pierwszy”[1]
- 涼一, „chłodny, pierwszy”
- 亮一, „przejrzysty, pierwszy”
- 諒一, „wybaczać, pierwszy”
- 遼一, „odległy, pierwszy”

## Znane osoby
- Ryōichi Hattori (良一), japoński kompozytor popowy i jazzowy
- Ryōichi Ikegami (遼一), japoński mangaka
- Ryōichi Kawakatsu (良一), były japoński piłkarz
- Ryōichi Kurisawa (僚一), japoński piłkarz
- Ryōichi Maeda (遼一),  japoński piłkarz
- Ryōichi Sasakawa (良一), japoński biznesmen, polityk i filantrop
- Ryōichi Tanaka (亮一), japoński seiyū

## Fikcyjne postacie
- Ryōichi Kijima (綾市), bohater mangi Yumemiru Happa